# Uljaste järv
Uljaste järv är en sjö i Estland.   Den ligger i landskapet Ida-Virumaa, i den centrala delen av landet, 110 km öster om huvudstaden Tallinn. Uljaste järv ligger 72 meter över havet. Arean är 0,47 kvadratkilometer. I omgivningarna runt Uljaste järv växer i huvudsak blandskog. Den sträcker sig 1,0 kilometer i nord-sydlig riktning, och 1,1 kilometer i öst-västlig riktning.